# Hornstrandir
Hornstrandir est une péninsule d'Islande située dans la région des Vestfirðir, au nord du fjord Jökulfirðir et au nord-ouest du glacier Drangajökull. Par extension, ce nom désigne toutes les terres incluses dans la réserve naturelle de même nom, établie en 1975.

## Géographie
La péninsule est, comme le reste de la région des Vestfirðir, un ancien plateau basaltique (on y trouve les plus anciennes roches d'Islande), d'environ 500 m de haut, fortement entaillé par les glaciers dont ne subsiste aujourd'hui que le Drangajökull. La côte sud comprend de nombreux fjords, formant le Jökulfirðir, lui-même rejoignant l'Ísafjarðardjúp près de son embouchure. La côte nord, elle, est constituée de nombreuses baies, et surtout d'imposantes falaises, dont en particulier celles d'Hælavíkurbjarg (258 m) et d'Hornbjarg (534 m).

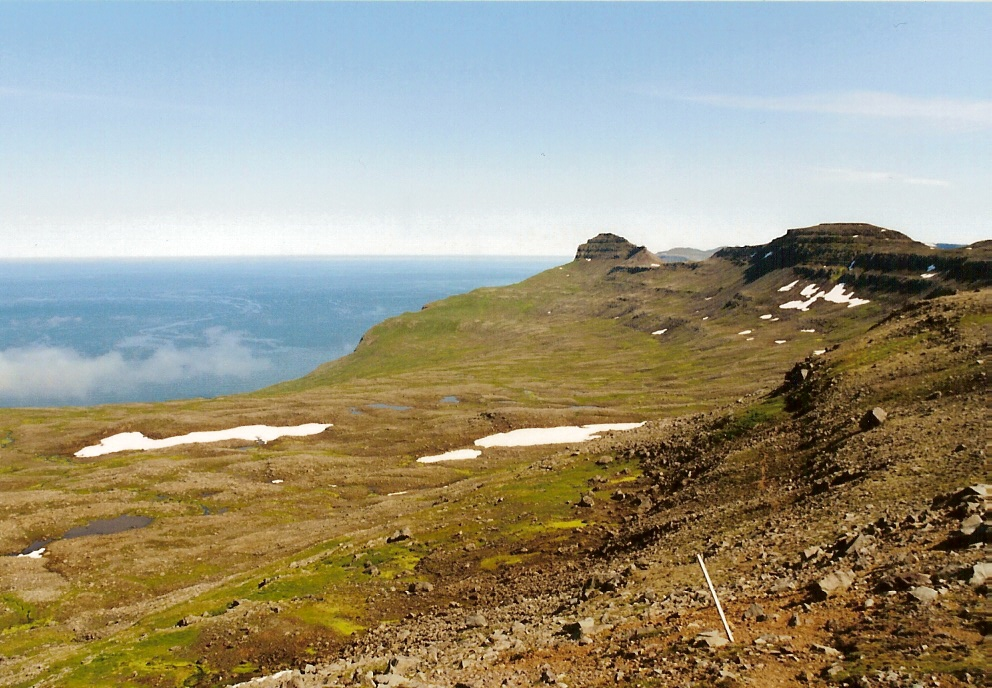
Vue de l'Almenningaskarð, un petit col au-dessus de l'Hornbjarg avec le détroit de Danemark au dernier plan.

## Environnement
On dénombre environ 260 espèces de plantes à fleurs et fougères. Du fait de l'absence de moutons dans la péninsule, certaines de ces espèces ont pu se développer alors qu'elles sont rares dans le reste de la région.
L'animal presque emblématique de la région est le renard polaire. Il est entièrement protégé dans la réserve, en particulier contre la chasse intensive dont il a fait l'objet dans l'ensemble du pays pour protéger les moutons.
La réserve possède également d'importantes colonies d'oiseaux marins, nichant en particulier dans les falaises de Hornbjarg et Hælavíkurbjarg. Ces falaises à elles seules réunissent environ 400 000 couples d'alcidés, dont 70 000 couples de petits pingouins et 5 000 de macareux moines. On y trouve aussi une grande concentration de mouettes tridactyles, de guillemots de Troïl et de guillemots de Brünnich.

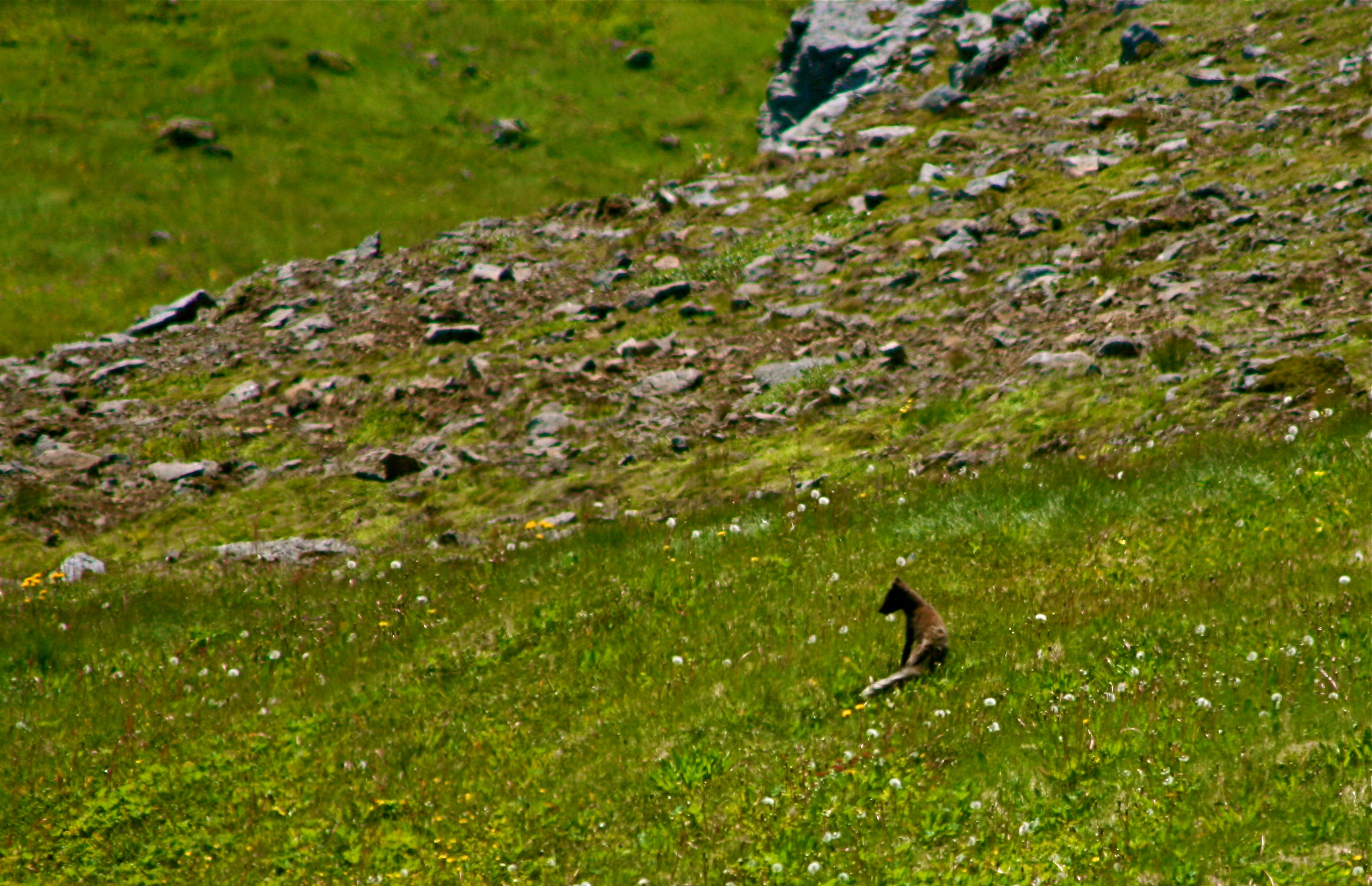
Renard polaire près de Hornbjarg.
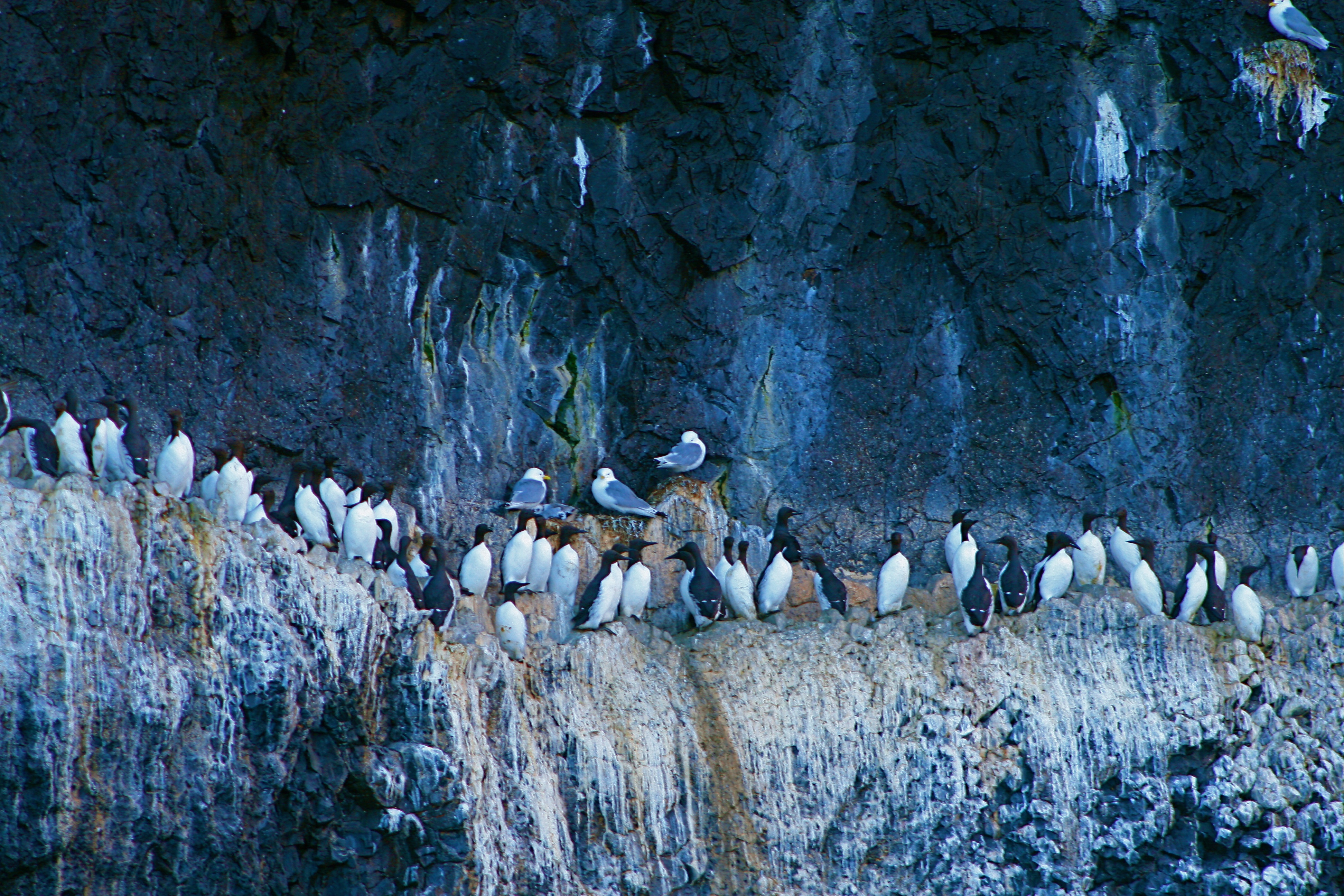
Mouettes et guillemots sur les falaises de Sulnastapi.

## Histoire
Jusqu'à la seconde moitié du XXe siècle, la péninsule abritait plusieurs villages. Les habitants y vivaient de la pêche, de la chasse aux oiseaux et de la récolte d'œufs ou de duvet d'eider. L'agriculture y était très limitée. Le transport était très difficile, en particulier en hiver, créant un important isolement de la région. L'amenuisement des ressources halieutiques et les conditions de vie difficiles ont peu à peu conduit au dépeuplement de la péninsule. De nos jours, il n'y a plus d'habitants permanents, mais certaines maisons ont été rénovées et servent de résidences d'été.

## Tourisme

### Accès
Il n'y a aucune route menant à Hornstrandir. Le seul moyen d'accès est le bateau. Trois compagnies proposent des trajets réguliers vers la péninsule, Sjóferðir à partir d'Ísafjörður, Freydís depuis Norðurfjörður et Bjarnarnes depuis Bolungarvík. Les bateaux accostent entre autres dans les anciens villages d'Hesteyri, Grunnavík et Hrafnfjörður dans le Jökulfirðir et ceux d'Aðalvík et Hornvík sur la façade nord de la péninsule.
Cependant, il est possible d’y accéder à pied en parcourant plus de 120km depuis la ville de Hólmavík jusqu’à Reykjarfjörður. Le parcours est difficile est réserve aux randonneurs expérimentés.

### Activités et hébergement
La réserve est très appréciée des touristes pour sa nature sauvage et préservée. Plusieurs anciennes habitations sont utilisées comme résidences d'été par les Islandais et plusieurs sites de camping sont aménagés. L'activité principale est la randonnée entre les différents ports d'accès et vers les points d'intérêts comme la falaise de Hornbjarg. Certains circuits sont organisés pour l'observation des renards polaires, beaucoup d'emplacements de terriers étant connus.
Il est interdit de camper dans la réserve hors des aires aménagées, sauf en cas d’urgence. Les autorités islandaises ont également aménagé des cabines d’urgence en cas de difficulté. Ces cabines sont de couleur oranges fluo et visibles de loin, notamment au niveau des aires de Hlöðuvík et de Hornvik.